# بيدرو سانتوس (لاعب كرة قدم)
بيدرو سانتوس هو لاعب كرة قدم برتغالي، ولد في 9 يوليو 1983 في بوفوا دي فارزيم في البرتغال. لعب مع نادي فارزيم.

## وصلات خارجية
- بيدرو سانتوس (لاعب كرة قدم) على موقع Soccerway.com (الإنجليزية)